# Abgar V.

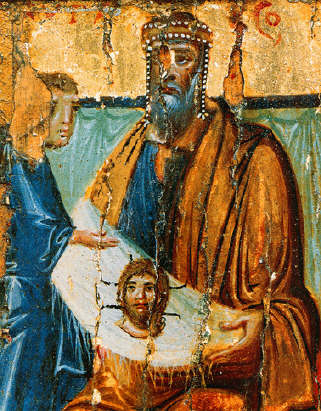
Abgar, der das Abgar-Bild mit dem Abbild von Jesus Christus hält (Enkaustische Ikone, 10. Jahrhundert, Katharinenkloster, Sinai).

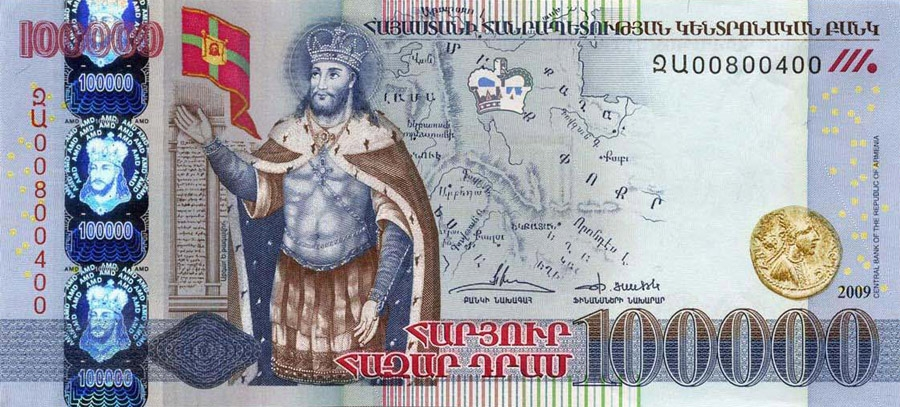
Abgar V. auf einer armenischen 100.000 Dram-Banknote

Abgar V. Ukamma (Der Schwarze) oder Abgarus V. von Edessa (arabisch أبجر الخامس أوكاما, DMG Abǧar al-Ḫāmis ʾŪkāmā, reichsaramäisch ܐܒܓܪ ܚܡܝܫܝܐ ܐܘܟܡܐ ʾAḇgar Ḥəmišāyā ʾUkkāmā, armenisch Աբգար Ե Եդեսացի Abgar Hingerord Jedessazi, altgriechisch Ἄβγαρος Abgaros) war zwischen 4 v. Chr. und 7 n. Chr. und nochmals zwischen 13 und 50 König von Osrhoene, mit der Hauptstadt Edessa.
In der christlichen Tradition wird Abgar als Heiliger verehrt, da seine Taufe das erste christliche Reich der Welt begründet haben soll. Seine Festtage sind in der Orthodoxen Kirche am 11. und 28. Oktober, am 1. August in der Syrischen Kirche und täglich in der Messe der Armenischen Apostolischen Kirche. In der römisch-katholischen Kirche ist sein Gedenktag der 20. Juni.

## Leben
Die ethnische Herkunft Abgars ist nicht ganz klar. Abgar wird vom zeitgenössischen Tacitus als „König der Araber“ beschrieben, während der armenische Historiker Moses von Choren ihn als Armenier beschreibt. Doch spätere Historiker wie Robert W. Thomson und Richard G. Hovannisian erklärten, dass Moses von Choren die armenische Abstammung erfunden habe. Die meisten gegenwärtigen Historiker sehen Abgars Dynastie als arabisch an. Folglich sagt der Forscher Lucas Van Rompay, dass man nicht mit Sicherheit sagen könne, ob Abgar arabischer, aramäischer, parthischer oder armenischer Abstammung sei.
Abgar V. kam 4 v. Chr. an die Macht. Er wurde ein römischer Vasall, verlor seinen Thron im Jahr 7 n. Chr. und gewann ihn fünf Jahre später wieder. Moses von Choren berichtete, dass die Hauptfrau von König Abgar V., Königin Helena von Adiabene, die ehemalige Ehefrau Königs Monobaz I. von Adiabene war und somit die Königreiche von Edessa und Adiabene miteinander verbunden waren.
Robert Eisenman schlägt Königin Helena als eine der Frauen von König Abgar V. vor, der ihr die Länder von Adiabene zuteilte. Eisenman geht noch weiter und setzt Abgar mit dem Propheten Agabus aus der Apostelgeschichte des Lukas gleich (Apg 11: 27–30), der in einer Verbindung mit einer großen Hungersnot stand. Damit sei das Antiochien aus der Apostelgeschichte nicht Antiochia am Orontes, sondern Antiochia Kallirhoe (Edessa). Damit aber wäre Abgar nach Eisenman selbst einer der siebzig Jünger.
Es wird behauptet, dass Abgar V. einer der ersten christlichen Könige in der Geschichte war, der durch Thaddeus von Edessa, einem der siebzig Jünger, zum Glauben bekehrt worden sei. Dieser Thaddeus war Bischof von Edessa und wird mitunter mit dem Apostel Judas Thaddäus identifiziert.

## Die Abgar-Legende
Die älteste Überlieferung der Abgarlegende stammt von Eusebius von Caesarea aus dem Jahr 325. Eusebius berichtet, dass der erkrankte Abgar von Jesus Christus gehört hatte und ihn daraufhin bat, ihn zu besuchen, um ihn zu heilen.

„Für diese Tatsache gibt es ein schriftliches Zeugnis, das den Archiven der damals königlichen Stadt Edessa entnommen ist. In den dortigen amtlichen Urkunden, welche über die früheren Ereignisse und auch über die Geschichte des Abgar berichten, ist auch die erwähnte Begebenheit bis auf den heutigen Tag aufbewahrt. Am besten ist es, die Briefe selbst zu hören, die wir dem Archiv entnommen und wörtlich aus dem Syrischen übersetzt haben. Sie lauten wie folgt.
Abschrift des Briefes, welchen der Fürst Abgar an Jesus geschrieben und durch den Schnelläufer Ananias an ihn nach Jerusalem gesandt hatte: 'Abgar Ukkama, der Fürst, entbietet Jesus, dem guten Heilande, der in Jerusalem erschienen ist, seinen Gruß. Ich habe von dir und deinen Heilungen Kunde erhalten und erfahren, daß diese ohne Arznei und Kräuter von dir gewirkt werden. Du machst nämlich, wie erzählt wird, Blinde sehend, Lahme gehend, Aussätzige rein, treibst unreine Geister und Dämonen aus, heilst die, welche schon lange von Krankheiten gequält werden, und erweckst Tote. Auf alle diese Nachrichten hin sagte ich mir: entweder bist du Gott und wirkst diese Wunder, weil du vom Himmel herabgestiegen bist, oder du bist, weil du dieses wirkst, der Sohn Gottes. Daher wende ich mich in diesem Briefe an dich mit der Bitte, dich zu mir zu bemühen und mich von meinem Leiden zu heilen. Ich habe nämlich auch gehört, daß die Juden wider dich murren und dir Böses tun wollen. Ich habe eine sehr kleine, würdige Stadt, welche für uns beide ausreicht.'
Das Antwortschreiben Jesu, vermittelt durch Ananias, den Eilboten des Fürsten Abgar: 'Selig bist du, weil du an mich glaubst, ohne mich gesehen zu haben. Es ist nämlich über mich geschrieben, daß die, welche mich gesehen haben, nicht an mich glauben, und daß die welche mich nicht gesehen haben, glauben und leben sollen. Bezüglich deiner schriftlichen Einladung, zu dir zu kommen, mußt du wissen: es ist notwendig, daß ich zuerst all das, wozu ich auf Erden gesandt worden bin, erfülle und dann, wenn es erfüllt ist, wieder zu dem zurückkehre, der mich gesandt hat. Nach der Himmelfahrt werde ich dir einen meiner Jünger senden, damit er dich von deinem Leiden heile und dir und den Deinigen das Leben verleihe.'“

Nach Jesu Himmelfahrt habe Thomas den Apostel Thaddäus (= Addai) zu Abgar gesandt, der den König und weitere Bürger von Edessa heilte. Daraufhin seien Abgar und seine Bürger zum Christentum übergetreten.
In einer späteren Fassung der Legende heißt es, Hannan, ein Vertrauter Abgars, habe ein Porträt Jesu, das sogenannte Abgar-Bild, angefertigt und nach Edessa gebracht.

### Nachwirkungen
Obwohl bereits Papst Gelasius I. 494 den Briefwechsel zur Fälschung erklärte, erfreute er sich im Mittelalter in Ost und West großer Beliebtheit: Jesu Brief wurde auf Pergament kopiert, in Marmor und Metall eingerahmt und als Talisman oder Amulett verwendet. Von dieser Korrespondenz gibt es nicht nur einen syrischen Text, sondern auch eine armenische Übersetzung, zwei unabhängige griechische Versionen, kürzer als die syrische, und mehrere Inschriften auf Stein. Damalige Gelehrte stritten, ob Abgar an Gicht oder an Lepra gelitten habe und ob die Briefe auf Pergament oder Papyrus geschrieben worden seien.
Um 385 berichtete die gallische Pilgerin Egeria von ihrem Besuch in Edessa und der Abgar-Legende. Demnach hätten eine Weile nach dem Briefwechsel die Perser Edessa belagert. Abgar habe den Brief Jesu am Stadttor angebrachte und mit seiner Armee zu Gott gebetet. Durch eine plötzlich hereinbrechende Dunkelheit hätten die Perser der Stadt nicht nah kommen können und wundersame neue Wasserquellen hätten die Stadt die Belagerung bis zum Abzug der Feinde überstehen lassen. Egeria nahm aus Edessa eine Abschrift des Briefes mit und merkte an, dass der Brief ausführlicher sei als die Kopien, die sie in ihrer Heimat gesehen hatte.
Bart D. Ehrman sieht basierend auf Forschungen u. a. von Han Drijver den Briefwechsel als ein Konstrukt bzw. eine Fälschung aus dem 3. Jahrhundert an, der von orthodoxen Christen als Propaganda gegen den Manichäismus erfunden wurde. Die frühe Konversion von Abgar zum Christentum wird in der Forschung überwiegend angezweifelt.